# Kombilotteriet
Kombilotteriet är ett av de lotterier som drivs av Kombispel, ett dotterbolag till A-lotterierna som ägs av Socialdemokraterna och SSU. Det är ett prenumerationslotteri, det vill säga man prenumererar på ett antal lotter varje månad.  I varje omgång är kunden med på 20 dragningar som sker måndag till fredag i fyra veckor, och varje fredag dras en miljonvinnare. Överskottet tillföll tidigare Kombispels ägare, Socialdemokraterna och SSU. Utifrån att lagstiftning gällande politiska förmånstagare skulle förändras från 2026, övergick i augusti 2025 överskottet på intäkter (spelvinster) till att tillfalla IOGT-NTO istället för Socialdemokraterna och SSU.  
Under 2000-talet har flera medier granskat A-lotterierna och dess aggressiva försäljningsmetoder, och även att företagets verksamhet är undantagen från det generella lotteriförbudet, spelskatten, kravet på kundkännedom, kreditförbudet, samt krav på upprättande av skriftliga avtal vid telefonförsäljning.
I september 2024 avslöjade Dagens Nyheter att Kombilotterier använt aggressiva säljmetoder, framförallt riktat mot äldre personer, via ett telemarketingbolag. Det anlitade företaget visade sig ha kopplingar till organiserad brottslighet.